# ERC Advanced Grant
Een ERC Advanced Grant is een Europese prestigeuze subsidie voor actieve en onafhankelijke onderzoeksleiders die zich minimaal 10 jaar bewezen hebben met significant en origineel onderzoek. Het onderzoeksvoorstel kan betrekking hebben op alle wetenschapsgebieden. De subsidie bedraagt  maximaal € 2,5 miljoen voor een periode van 5 jaar. De regeling wordt uitgevoerd door de Europese onderzoeksraad (European Reseach Council).